# Plesiolebias
Plesiolebias es un género de peces de la familia de los rivulinos en el orden de los ciprinodontiformes.

## Especies
- Plesiolebias altamira (Costa y Nielsen, 2007)
- Plesiolebias aruana (Lazara, 1990)
- Plesiolebias canabravensis (Costa y Nielsen, 2007)
- Plesiolebias filamentosus (Costa y Brasil, 2007)
- Plesiolebias fragilis (Costa, 2007)
- Plesiolebias glaucopterus (Costa y Lacerda, 1988)
- Plesiolebias lacerdai (Costa, 1989)
- Plesiolebias xavantei (Costa, Lacerda y Tanizaki, 1988)[2][3][4][5][6]